# 滋賀県立草津高等学校
滋賀県立草津高等学校（しがけんりつ くさつこうとうがっこう）は、滋賀県草津市木川町にある公立の高等学校。

## 概要
1922年（大正11年）に滋賀県立栗太農学校および草津町立草津実科高等女学校が開校した後、学校名の改称や学制改革を経て、1948年（昭和23年）4月1日に滋賀県立草津高等学校として開校した。当時は農業科と普通科を併設する学校であったが、1949年（昭和24年）4月1日に新制高等学校の滋賀県立瀬田高等学校との統合が行われ、滋賀県立湖南高等学校草津校舎に改称した。
その後、（新制高等学校の）滋賀県立瀬田高等学校との統合を解消し、校名を滋賀県立草津高等学校に戻し、園芸科・家庭科・生活科など、学科を次々と新設した。1968年（昭和43年）2月に本館新校舎が（現在の滋賀県立湖南農業高等学校に）竣工したが、1962年（昭和37年）頃から始めた「全入運動」が原因で成績不良や素行に問題がある生徒の入学が続いてしまい、校内暴力や喫煙、シンナーの乱用が目立つようになった。同運動は1975年（昭和50年）入試の段階で断念した。
現在地（草津市木川町）への移転は1982年（昭和57年）4月1日に行われ、これに併せて同校は普通科の単独校となった。以降は生徒数の増加に伴い、1986年（昭和61年）度の学級数は7となったが、1990年代以降は学級数の増減が繰り返し行われた。ちなみに、最も少ない学級数は1985年（昭和60年）度以降のデータによると、2005年（平成17年）度に記録した4がそれに該当する。
1989年（平成元年）に LL教室、1991年（平成3年）にCAI教室（コンピュータ支援教育室）を設置し、2003年（平成15年）に推薦入学試験を実施した。その後、2007年（平成19年）度の入学生からカリキュラム制（単位制）を導入している。

## 沿革

### 年表
- 1922年（大正11年）
  - 2月2日 - 滋賀県立栗太農学校の開校が認可される[2]。
  - 4月1日 - 滋賀県立栗太農学校および草津町立草津実科高等女学校が開校する。
- 1925年（大正14年）4月1日 - 草津町立草津実科高等女学校を草津町立草津高等女学校に改称する。
- 1939年（昭和14年）
  - 1月17日 - 滋賀県立草津高等女学校の開校が認可される。
  - 4月1日 - 草津町立草津高等女学校が県立に移管し、滋賀県立草津高等女学校に改称する。
- 1948年（昭和23年）4月1日 - 学制改革により滋賀県立栗太農学校と滋賀県立草津高等女学校が合併し、滋賀県立草津高等学校として開校する（農業科・普通科を併設）。
- 1949年（昭和24年）4月1日 - 滋賀県立瀬田高等学校（新制高等学校）と統合し、滋賀県立湖南高等学校草津校舎に改称する。
- 1950年（昭和25年）4月1日 - 農村家庭科を設置する。
- 1951年（昭和26年）4月1日 - 統合を解消し、滋賀県立草津高等学校に改称する。
- 1954年（昭和29年）4月1日 - 園芸科を設置する。
- 1955年（昭和30年）
  - 3月31日 - 農村家庭科の募集を停止する。
  - 4月1日 - 家庭科を設置する。
- 1963年（昭和38年）
  - 3月31日 - 家庭科の募集を停止する。
  - 4月1日 - 生活科を設置する。
- 1968年（昭和43年）2月 - 本館新校舎が竣工する（現在の滋賀県立湖南農業高等学校のこと[注 1]）。
- 1969年（昭和44年）3月31日 - 生活科の募集を停止する。
- 1974年（昭和49年）4月1日 - 緑地土木科を設置する。
- 1981年（昭和56年）3月31日 - 園芸科と緑地土木科の募集を停止する。
- 1982年（昭和57年）4月1日 - 現在地（草津市木川町）に新築移転。同日より、普通科の単独校となる。
- 1986年（昭和61年）4月1日 - 学級数の増加に伴い、校舎の増築を行う。当時の学級数は7であった。
- 1989年（平成元年）4月1日 - LL教室を設置する。
- 1991年（平成3年）4月1日 - CAI教室（コンピュータ支援教育室）を設置。同日、宿泊研修所を新設する。
- 2003年（平成15年）2月7日 - 推薦入学試験を実施する。
- 2007年（平成19年）4月1日 - 同年度の入学生より、カリキュラム制（単位制）を導入する。当時の単位数は「32」であった。
- 2010年（平成22年）4月1日 - 同年度の入学生より、カリキュラム制（単位制）の見直しを行う。従来は「32」であったが、同年度から「31」に変更した。

（出典：）

### かつての全入運動
1962年（昭和37年）頃から入学希望者は全員受け入れる「全入運動」を始めた。定員をオーバーしても受け入れる「くるものは拒まず」の姿勢は理想の教育の一つの形態であったが、中学校側から成績不良や素行に問題があり他校の合格が望めない生徒が送り込まれるようになり、次第に学校運営に支障が生じるようになった。やがて校内の教師への暴力事件（校内暴力）や喫煙、シンナーの乱用が目に余るようになったため、1975年（昭和50年）入試の段階で「全入」を断念。11人を不合格とした。1976年（昭和51年）の日教組の教研全国集会では、滋賀県内の高校の教諭が「全入運動」が失敗した経緯を報告している。

## 基礎データ

### スローガン
- 教育目標 - 「学習指導の充実」、「進路目標の実現」、「健全な社会性の育成」、「人権意識の向上」の4つを目的としたものが制定されている[4]。詳細は学校教育目標を参照。
- 重点課題 - 学びの礎、心の礎、人生の礎[5]

#### 学校教育目標
1. 学習指導の充実：主体的学びにより、思考力を育成しつつ実践的学力の向上を実現する。
2. 進路目標の実現：将来の夢と目標を育み、より高い進路希望を実現させる。
3. 健全な社会性の育成：健全な学校生活を確立し、社会で生きるための自律心と自立心を育む。
4. 人権意識の向上：互いの人権を尊重し、多様な人と共生できる健全な人格の形成を目指す。

## 設置学科
- 普通科  - （カリキュラムに関して：1年は共通となっているが、2年は人文と理数のどちらかに区分する。なお、3年は進路希望や適性に応じてその見直しが行われる[6]）

## 部活動
- 運動部 - 野球、サッカー、ソフトテニス、バドミントン、バスケットボール、陸上競技、弓道、剣道、卓球、バレー（女）、柔道（同好会）[7]
- 文化部 - 書道、写真、ECC、読書、吹奏楽、美術、家庭、茶道、華道、将棋、演劇[7]

付記
- 書道部は湖南広域消防局の創立50周年を記念し、2020年に湖南消防音楽隊とのコラボレーション企画として書道パフォーマンスを披露している。

## 著名な卒業生
- 國松善次（元政治家）
- 川井博之（元俳優）
- 馬籠恵子（柔道家）
- 高畠佳介（バスケットボール選手）
- 小春乃さよ（宝塚歌劇団 宙組娘役）
- 松浦進二（元バドミントン選手）

## アクセス
- JR琵琶湖線（東海道本線）・JR草津線草津駅
  - 同駅からまめバス。「新田会館前」停留所下車、徒歩約5分[9]。「湖都町西口」停留所または「草津高校南口」停留所下車、徒歩約6分[9]。
  - 同駅から徒歩約20分[9]。